# Кастельгомберто
Кастельгомберто, Кастельґомберто (італ. Castelgomberto, вен. Castelgomberto) — муніципалітет в Італії, у регіоні Венето, провінція Віченца.
Кастельгомберто розташоване на відстані близько 420 км на північ від Рима, 75 км на захід від Венеції, 13 км на захід від Віченци.
Населення — 6169 осіб (2014).
Покровитель — святий Петро.

## Демографія
Населення за роками:

Станом на 1 січня 2023 року в муніципалітеті офіційно проживало 520 іноземців з 36 країн, серед них 49 громадян країн Євросоюзу та 15 громадян України.

## Сусідні муніципалітети
- Брольяно
- Корнедо-Вічентіно
- Гамбульяно
- Ізола-Вічентіна
- Мало
- Монтеккьо-Маджоре
- Совіццо
- Триссіно